# Faragó Béla
Faragó Béla (Kaposvár, 1961. május 22. –) magyar zeneszerző.

## Eddigi életútja
Faragó Béla 1961-ben született Kaposváron. Az általános iskolát a kaposvári Tóth Lajos (korábban Anna utcai, a rendszerváltás után Kodály Zoltán nevét viselő) általános iskola akkor induló ének-zene tagozatos osztályában végezte. Ének-zene tanára, osztályfőnöke, az iskola gyerekkórusának karnagya Zákányi Zsolt. 
A kaposvári Liszt Ferenc Zeneiskolában zongoratanárai Csajághy Mária, majd Kardos Kálmán voltak. Zeneszerzés tanulmányait a budapesti Bartók Konzervatóriumban, majd a Liszt Ferenc Zeneművészeti Főiskolán végezte. 1991/92-ben a hágai Royal Conservatory Szonológiai Intézetében zeneszerzést és komputerzenét tanult. 1990 óta a Liszt Ferenc Zeneművészeti Egyetem Jazz-tanszékének klasszikus zeneszerzés tanára, jelenleg főiskolai docens. 1996-ban a Bárka Társulat alapító tagja – 2007-ig a Bárka Színház zenei vezetője.
1977-től napjainkig különböző együttesek tagjaként résztvevője a magyar és külföldi kortárs zenei eseményeknek (1977-81: Kis Zenei Stúdió- / 1982-90: 180-as csoport- / 1992-2004: az EAR együttesben folytat előadói és zeneszerzői tevékenységet.) A kortárs zene olyan egyéniségeivel dolgozik és koncertezik együtt, mint például Alvin Curran, Louis Andriessen, Tom Johnson, Steve Reich, Terry Riley, Meredith Monk.
1978 óta több, mint száz film-, rádiójáték-, balett-, valamint színházi kísérőzenét alkotott. Kompozíciói öt szerzői-, valamint számos egyéb lemezen, CD-n hallhatóak. Előadóként mintegy negyven kortárs zenei albumon szerepel. Zenés színpadi művei közt hét opera, illetve egy operett is szerepel.
1986-94-ig a Fiatal Zeneszerzők Csoportja ügyvivője.
1994-96-ig a Magyar Zeneszerzők Egyesülete elnökségi tagja.
1994-től az Artisjus Választmányának tagja.

## Díjak, elismerések
- 1987: Esztergomi Gitárfesztivál Zeneszerzői Versenyének díja
- 1989: Kompozícióiért elnyeri a Szirmai Alapítvány díját
- 1993: Banff Centre for the Arts (Kanada) Művészeti Központ, rezidens zeneszerző
- 1996: az ohio-i (USA) Now Music Festival rezidens zeneszerzője
- 1993-96: a Művelődési Minisztérium Kodály-ösztöndíjasa
- 1996: zeneszerzői tevékenységéért Erkel Ferenc-díjat kap
- 1996: VII. nápolyi Videobalett fesztivál "A legjobb eredeti zene" díja a "Villik" c. balettzenéért
- 2004: Bárka Színház: Hajónapló-díj
- 2012: Artisjus „A Magyar Zeneoktatásért” díja

## Fontosabb művei

### Zongora
- if… for piano solo (1978)
- NGC 1961 M 22 (1978)
- Holdárnyék szonatina (1999)

### 2 zongora
- Invenció – 2 zongora (1978)
- Négyszólamú invenció – 2 komputer-vezérelt zongora (1991)

### Ütőhangszer
- Az első nap – 5 előadóra (1979
- A pók násza – 5 tom-tom (1982)

### Duók
- Négy harsonaduó (1979)
- Musica Ficta – 18 darab 2 és 3 gitárra (1979-1987)
- Mindig, amikor távol vagy – 2 gitárra (1985)
- Új Musica Ficta – 4 darab 2 gitárra (1999)

### 2 hangszer
- Három tánc – trombita, zongora (1991)
- Gregor Samsa vágyakozása – basszusklarinét/klarinét, zongora (1987-1991)

### 3 hangszer
- Musica Realtá – klarinét, klarinét/basszusklarinét, fagott (2005)

### Kamarazene – kamaraegyüttes
- Fúvósötös – fl, ob, cl, fg, cor. (1979)
- A pók tivornyája – fl, perc, vl, vla. (1980)
- A pók halála – fl, ob, fg, trb, 2pf, vl, vla, vlc, cb. (1982-1983)
- Feljegyzés egy álomról – fl/alto, ob/cor.ing, cl/cl.basso, fg, trb, pf, synth, vl, vla, vlc, cb. (1990)
- Vonósnégyes – vl.I, vl.II, vla, vlc. (1998)
- Két közjáték – fl, ob, cl, fg, cor, tr, trb, perc, pf, vl, vla, vlc, cb. (2000)

### Ének
- József Attila-dalok – szoprán, hegedű, zongora (1996)
- Ave Maria (koncertária W.A. Mozart zenéjéhez) – szoprán, vonószenekar

### Vegyeskar
- Prométheusz – kantáta (szöveg: Aiszkhülosz, Matuz János) narrátor, kórus (S-A-T-B), perc, hangszalag (2000)
- Csöndes éj (F.X. Gruber-feldolgozás) – kórus (S-A-T-B), perc. (2000)

### Kamarazene + ének
- Musik für T. – sopr, vl, org. (1987)
- Utolsó vacsora – utoljára – sopr, mezzo, vl, org. (1988)
- Gloria és Sanctus – 10 hangszeresre/hangra ob, cl, fg, 2tr, trb, perc, vla, 2cb. (1995)
- 353 nap – "Mise" – 10 hangszeresre/hangra ob, cl, fg, 2tr, trb, perc, vla, 2cb. (1995)
- Eastern Still Life (Kovács András Ferenc) – ten, fl, cl, chit, pf, perc, vl, vla, vlc, cb. (2002)
- Hogyan találjuk meg elveszett szerelmünket? (Háy János) – sopr, mezzo, alt, bar, fl, sopr.sax, tr, trb, chit, synth, perc, chit.B. (2002)

### Speciális
- Nem lett-e hűvösebb? ("Ist es nicht kalter geworden?") (Hortobágyi Lászlóval) – sopr, pf, synth, perc, tabla, sitar, vl, chit.B. (1986)
- Anankhé (Hortobágyi Lászlóval) – szoprán, mezzo, fl, synth, tabla, sitar, vl, chit.B. (1987)

### Vonószenekar (Ifjúsági zenekar)
- Két miniatűr (Hangközjáték / Gyász óda) (2004)

### Szimfonikus zenekar
- Búcsú Váradtól – Kantáta Janus Pannonius verseire – sopr, alto, bariton solo, mixed choir (S-A-T-B), 2fl/picc/fl.alto, 2ob/cor.ing, 2cl, 2fg, 4cor, 2tr, 3trb, T, org, 2perc, 12-10-8-6-4 (1990)

### Opera
- A titok – Kamaraopera egy felvonásban (Szöveg: Magács László) sopr, mezzo, fl, trb, perc, vl, cb. (Budapesti Őszi fesztivál, 1994)
- East Side Story – Opera két felvonásban (Librettó: Gém György) fl, ob, cl, fg, cor, tr, trb, perc, vl, vla, vlc, cb. (Budapesti Őszi Fesztivál 2000)
- Az átváltozás – kamaraopera két felvonásban Franz Kafka novellája nyomán (Librettó: Kovács Kristóf) 10 énekhangra és 10 hangszerre (Sanyi és Aranka Színház 2009)
- Ludas Matyi – Daljáték (Librettó: Szőcs Géza) (Debreceni Csokonai Színház, 2011)
- Walkürök – Video-opera (Szöveg: Kukorelly Endre) előkészületben
- Antigoné – opera két felvonásban (Szophoklész) szólisták, vegyeskar, szimf. zenekar (Pécsi Nemzeti Színház, 2013)
- Egy pohár víz – opera egy felvonásban (Librettó: Háy János) szólisták, vegyeskar, szimf. zenekar (Pécsi Nemzeti Színház, 2016)
- Ma már nem mész sehová – opera-operett-oratórium 3 felvonásban (Librettó: Forgács Miklós) kamaraegyüttes, vegyeskar, szólisták (Kassai Thália Színház 2019)

### Operett
- Operett – három felvonásban (W. Gombrowicz) (Versek: Parti Nagy Lajos) fl, cl, tr, trb, synth, perc, vl, vla, vlc, cb. (2003)

### Balett / Pantomim
- Az utolsó valcer (N.Y.T. Táncszínház, Koppenhága, Dánia. Koreográfus: Warren Spears) – 11 hangszer (1989)
- A villik (Szegedi Balett. Koreográfus: Bozsik Yvette) – synth, vl, vla, cb, tape (1993)
- Az ezüsttükör – pantomim Füst Milán szövegére (Nemzeti Színház Stúdió, Budapest. Rendező: Magács László) – synth. (1993)
- Életbúcsú – pantomim (Szkéné Színház, Rendező-koreográfus: Regős Pál) – synth. (1998)
- Beckett szimfónia – pantomim (Baltazár Színház-Szkéné Színház, Rendező-koreográfus: Regős Pál) – synth. (2002)
- Kaddish önmagamért – pantomim (Szkéné Színház, Rendező-koreográfus: Regős Pál)- synth. (2004)

### Elektro-akusztikus / Hangszalag
- "SEIKO" – 100 zenélő kvarcórára (1984)
- Jelentés az Akadémiának – hangszalag (1985)
- A villik (balettszvit) – synth, vl, vla, cb, tape (1993)
- Piszkos munka – hangszalag (1993)
- --+++egy – sakuhacsi-játékos/színészre, synth. (1994)
- 1101 hang – hangszalag (1997)
- Lux Perpetua – fl./fl.alto, tr, perc(írógép), synth, vlc. (1998)
- Janus-arc – synth, vl. (1998)
- Pattern Modulációk No. 2. – synth, vl, chit.B. (1999)
- Prométheusz – kantáta (szöveg: Aiszkhülosz, Matuz János) narrátor, kórus (S-A-T-B), perc, hangszalag (2000)
- Négy lélegzet Usuinak – shakuhachi, fl, perc, synth. (2001)
- A fény arcai – hangköltemény (szöveg: Aiszkhülosz, Csányi János, Faragó Béla) sopr, ten, bass solo, synth. (2000-2001)
- Árnyének – sopr, cimb, synth, chit.B. (2003)
- Aerofon meditáció – ének, furulya, duda, dob (tapan), synth, vl. (2004)
- Zazen – Hommage à L. Vidovszky – vl, synth, hangszalag (2005)

### Hangszalag + Hangszer
"…sub galli cantum…" – tr, tape (1991)

### Performansz / Zenés-színház
- A művészetek ébredése – multimédia kollázs (Proto & Pseudo Színház, Budapest) (1980)
- Az én faliújságom – 100 zenélő kvarcórára, 24 írógépre, magnetofonokra, diavetítőkre, fényképezőgépekre (1984)
- Szerelem Na'Conxypánban – misztériumjáték Gulácsy Lajos szövegeire – táncosnő, 3 színész, trb, vl, perc. (1994-95)
- ---+++egy – sakuhacsi-játékos/színészre (1994)

## Diszkográfia

### Hanglemez (LP)
- A pók halála + Sírfelirat - megjelent: 180-as csoport II. (1985) HUNGAROTON – SLPX 12799

- Mindig, amikor távol vagy - megjelent: Fiatal Zeneszerzők Csoportja II. (1988) HUNGAROTON – SLPX 12946

- Bari Károly verseit mondja - Kísérőzene (1992) HUNGAROTON – SLPX 14234

### CD
- Feljegyzés egy álomról - megjelent: Fiatal Zeneszerzők Csoportja IV. (1995) HUNGAROTON Classic – HCD 31192

- Faragó Béla: Kompozíciók (1995) - VTCD Media – VT 002

- …sub galli cantum… - megjelent: Aritmia (1995) HUNGAROTON Classic – HCD 31624

- Glória és Sanctus - megjelent: Hommage à Bartók (1996) MAGYAR RÁDIÓ – MR 011

- Édes álom – lassú halál (részletek) - megjelent: „ISMEAM” (1997) MAGYAR RÁDIÓ – HEAR 103

- Faragó Béla: 353 nap – „Mise” / Sírfelirat / Gregor Samsa vágyakozása (1999) - BUDAPEST MUSIC CENTER – BMC CD 023

- Lux Perpetua - megjelent: Hungarian live electronic works (2000) HUNGAROTON Classic – HCD 31868

- Gregor Samsa vágyakozása - megjelent: Tihanyi Gellért: Kurtág / Bartók / Faragó / Strawinsky / Reich (2001) BUDAPEST MUSIC CENTER – BMC CD 048

- Faragó Béla: A fény arcai (2001) - BINDER MUSIC MANUFACTURY – BMM 0203-35214539

- Faragó Béla – Parti-Nagy Lajos: Dalok egy Operettből (2004) - BÁRKA KHT – BR 001

- Az ezüsttükör - megjelent: Music Colours (2004) BUDAPEST MUSIC CENTER – BMC PCD 015

- Négy lélegzet Usuinak - megjelent: EAR Ensemble (2005) HUNGAROTON Classic – HCD 32347
- Piszkos munka - megjelent: Hungarian Electroacoustic Research (2006) HUNGAROTON Classic - HCD 32449
- Zazen – Zazen II. - megjelent: Repliche - Contemporary Hungarian Works for Horn & Cimbalom (2009) HUNGAROTON Classic - HCD 32601
- Kaddis és sófár - megjelent: Floatation - EAR Ensemble (2009) HUNGAROTON Classic - HCD 32637
- Pormacska dalok és táncok (2018) - BUDAPEST MUSIC CENTER - BMC CD 258 DVD

### DVD
- Az átváltozás - operafilm (2011) - Hunnia Records HRDVD 1102

## Nyomtatásban megjelent művei

### Partitúra
- Musica Ficta – 16 darab két gitárra - Universal Edition (UE 18989), Bécs, 1995

- Mindig, amikor távol vagy – két gitárra - Akkord (A-1043), Budapest, 1998

- Négy harsonaduó - Kortárs Zeneműhely (CHA 03), Budapest, 2006

- 353 nap – Mise (10 hangszerre, ad libitum kórussal) - Kortárs Zeneműhely (CHA 12), Budapest, 2008

- Musica Realtá (2 klarinét, fagottra) - Kortárs Zeneműhely (CHA 16), Budapest, 2010
- A pók halála – 10 hangszerre - Kortárs Zeneműhely (CHA 18) Budapest, 2011
- Kis szvit – gitárkvartettre / gitárzenekarra - Kortárs Zeneműhely (CHA 19) Budapest, 2012
- Gregor Samsa vágyakozása – klarinét/basszusklarinét, zongora - Luna-Sol Edition (LS 1301) Budapest, 2013
- József Attila dalok – mezzoszoprán, hegedű, zongora - Luna-Sol Edition (LS 1401) Budapest, 2014
- Az első nap – ütőhangszeres kvintettre - Luna-Sol Edition (LS 1501) Budapest, 2015
- Dalok egy Operettből (Parti Nagy Lajos verseire) - Luna-Sol Edition (LS 1701) Budapest, 2017
- Feljegyzés egy álomról – 12 hangszerre - Luna-Sol Edition (LS 1801) Budapest, 2018
- Búcsú Váradtól – kamara változat - Luna-Sol Edition (LS 1901) Budapest, 2019
- Pompeji madarak – Dalok Cziglényi Boglárka verseire - Luna-Sol Edition (LS 2001) Budapest, 2020
- A titok – kamaraopera egy felvonásban - Luna-Sol Edition (LS 2101) Budapest, 2021
- Fúvósötös - Luna-Sol Edition (LS 2201) Budapest, 2022.

### Könyv
- Faragó Béla zeneszerző - NYOMDACOOP "Íves könyvek 3", Budapest, 1995.

### Írások / Tanulmányok
- "Az ördög zenéje" – Fejezetek az elektronikus zene történetéből. in Törökfürdő, Budapest (1993-1997)
- Pentaton örökségünk a világ népzenéiben. in: Parlando, Budapest (2011/6)

## Rádió- és TV-felvételek
VPRO RADIO, Hilversum, Hollandia
- 1992: Négyszólamú invenció

RADIO FRANCE, Párizs
- 1989: A pók halála + Sírfelirat

HESSISCHER RUNDFUNK, Frankfurt a.M., Németország
- 1984: A pók halála + Sírfelirat
- 1986: Musica Ficta
- 1987: Áthatoló szükségszerűség ("Durch-Dringende Not-Wendigkeit")

WESTDEUTSCHER RUNDFUNK, Köln, Németország
- 1986: A pók násza

RTV BEOGRAD, Belgrád, Jugoszlávia
- 1984: A pók halála + Sírfelirat

MAGYAR RÁDIÓ, Budapest
- 1987:	Mindig, amikor távol vagy, Nem lett-e hűvösebb?
- 1988:	Gregor Samsa vágyakozása I., Fúvósötös
- 1990:	Búcsú Váradtól, Feljegyzés egy álomról
- 1991:	"…sub galli cantum…"
- 1992:	Pattern manipulációk, Humanoid szonáták, Erik Satie emlékdal
- 1993:	Négyszólamú invenció, A villik – balettszvit, Gregor Samsa vágyakozása I-IV.
- 1994:	Szerelem Na'Conxypán-ban
- 1995:	A titok, Seiko, Glória és Sanctus
- 1996:	József Attila-dalok
- 1997:	1101 hang
- 1999:	Lux Perpetua, Pattern modulációk No. 2., Új Musica Ficta
- 2000:	Prométheusz, East Side Story
- 2001:	A pók tivornyája, Négy lélegzet Usuinak, NGC1961 M22
- 2002:	A fény arcai
- 2003:	Árnyének, Dies Irae
- 2005:	Négy lélegzet Usuinak, "Zazen" – Hommage á L. Vidovszky

### Magyar Televízió
- 1990:	Nem lett-e hűvösebb?, Feljegyzés egy álomról
- 1992:	Gregor Samsa's vágyakozása
- 1993:	A villik (Balett-film)
- 1994:	Szerelem Na'Conxypán-ban
- 1995:	353 nap – ”mise”
- 1998:	Mindig, amikor távol vagy
- 2000:	East Side Story

## Fontosabb külföldi utak
- 1984: Ferienkurse für neue musik, Darmstadt
- 1990: Amszterdam Summer University
- 1991: Royal Conservatory of the Hague – Sonology Institute
- 1993: The Banff Centre for the Arts (Kanada) Composer in residence
- 1996: Now Music Festival (USA) Composer in residence
- 2007: Youth Drama Festival, Dublin
- 2015: Hang-folyamatok, EXPO Milano
- 2022: Esterházy János Zarándokközpont, Alsóbodok, Szlovákia
- 2023: Keresztelő Szt. János Székesegyház, Varsó, Lengyelország